# KkStB 289
Die Dampflokomotiv-Baureihe kkStB 289 war eine Verschub-Tenderlokomotiv-Baureihe der kkStB, die ursprünglich von der Kaiser Ferdinands-Nordbahn (KFNB) stammte.

## Geschichte

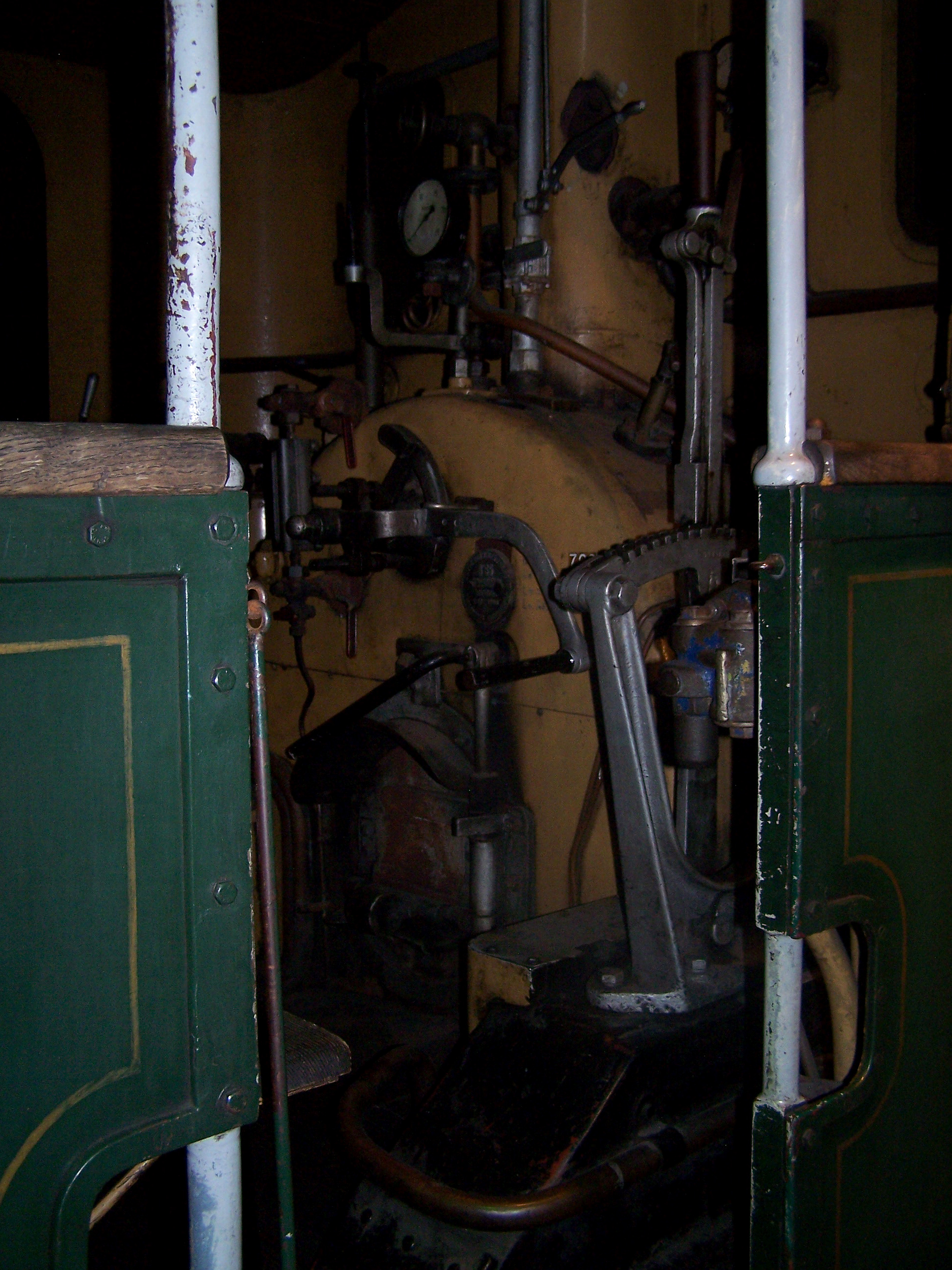
Führerstand der LICAON

Die Fahrzeuge der Reihe KFNB VII entstanden durch Umbau aus alten 1B-Güterzug-Maschinen der „Silesia“-Klasse, die frei wurden, als neue C-Güterzug-Lokomotiven der Reihe KFNB Vc beschafft worden waren.
Da zu dieser Zeit Mangel an Verschublokomotiven bestand, entschloss man sich, anstatt der Neubeschaffung zur günstigeren Variante des Umbaus der 1B-Lokomotiven mit Schlepptender zu 1B-Tenderlokomotiven. Dabei wurde der Wasserbehälter als Satteltank über dem Kessel angeordnet. Insgesamt wurden 34 Maschinen umgebaut.
Im Verschubbetrieb hatten sie jedoch einen hohen Verbrauch an Kohle, so dass man mit ihnen nicht zufrieden war.
Ihre Einsatzgebiete waren die Rangierbahnhöfe von Wien, Lundenburg, Prerau, Mährisch Ostrau und Krakau.
Von den KFNB VII kamen noch 18 Stück zur kkStB, die sie als Reihe 289 einordnete. Nach dem Ersten Weltkrieg kamen noch 9 Stück der Reihe 289 zur BBÖ, die sie bis 1924 verkaufte oder verschrottete.

## Museumslokomotive LICAON
Eine Maschine, die 1851 von der Lokomotivfabrik der Wien-Raaber Bahn unter der Leitung von John Haswell gebaute „LICAON“, kam 1923 als Werkslokomotive zur Stieglbrauerei in Salzburg, wo sie bis ca. 1937 im Einsatz stand. 1958 wurde sie als Technisches Denkmal vor dem Hauptbahnhof in Linz aufgestellt. Im Zuge der 150-Jahr-Jubiläumsfeierlichkeiten der Eisenbahn in Österreich im Jahr 1987 wurde sie aufgearbeitet und war dann eine Zeitlang im Eisenbahnmuseum Strasshof beheimatet. Sie galt in dieser Zeit als eine der ältesten betriebsfähigen Lokomotiven der Welt, wurde aber seit dem Jahr 2004 nicht mehr angeheizt und ist nach Ablauf der Kesselfristen auch nicht mehr einsatzfähig. Sie ist im Depot des Technischen Museums im niederösterreichischen Haringsee hinterstellt.
Sie ist nach Lykaon, einem König der Arkadier in der griechischen Mythologie, benannt.